# Arif Molliqi
Arif Molliqi (ur. 1953 w Llukë të Epërme) – jugosłowiański i kosowski satyryk oraz dziennikarz.

## Życiorys
Ukończył szkołę podstawową oraz średnią w Dečani, następnie studiował dziennikarstwo na Uniwersytecie w Prisztinie. Publikował w satyrycznym czasopiśmie Thumbi pod pseudonimami m.in. Boksh Baruti, Topuz Bërryli i Prenk Sherri. W latach 1977–1978 współpracował z czasopismem Bota e re, w którym poruszał tematy satyryczne. Pracował także w Radio Televizioni i Prishtinës. 
Zdobył nagrodę literacką "Ora e Tahir Deskut". 

## Twórczość[1]

### Dramaty
- Loja e Sarkofagut (1998)
- Loja e dytë e Sarkofagut (2004)

### Monografie
- Dëshmorët jetojnë pas vdekjes (2002)
- Klubi Shqiptar Verrat e Llukës (2007)

### Powieści
- Kafka e ujkut (2001)
- Shënime nga arkiva e qytetit D. (2003)
- Gruaja e vizatuar nudo (2008)

### Poezje
- Simfoni për darkën e qenve (1994)
- Në udhëkryq pa zhurmë (1996)
- Psherëtima e zareve (1999)
- Premiera e një pranvere (2000)
- Pelegrinazh i ftohtë në qytetin D. (2004)
- Portret i pambarua (2006)

### Inne
- Përplasje (2000)

## Życie prywatne
Syn Shkurty i Alego.